# モジモジハンター
モジモジハンターは、かつてニュースタッフエージェンシーで活動していたお笑いコンビ。1998年8月結成、2005年8月解散。

## メンバー
爆笑オンエアバトルのオンバトサポーターに石井は「ピン芸人」として活動の記載がある。
肖田 シロ（しょうだ しろ、1973年7月8日（51歳）- ）
- 東京都豊島区南大塚出身。
- 身長168cm。体重55kg。血液型はA型。
- 趣味は散歩。
- 解散後は事務所を退社し、現在は芸能活動は行っていない。

石井 太郎（いしい たろう、1975年3月27日（49歳）- ）
- 神奈川県海老名市出身。
- 身長169cm。体重53kg。血液型はO型。
- 趣味は無視。特技は一重にすること。
- 解散後は所属事務所を退社し、フリーのピン芸人をやっていた。
- 2010年頃、ニュースタッフエージェンシーに復帰。2010年11月に元「フィットネス」「マッドドックス」「ザ・マルチ」の吉田一人（現在は吉田猛々という芸名でコンビ「ナナフシギ」として活動中）とコンビ「バンビライオン」を結成したが、2011年10月に解散。以降は芸能活動を行っていない。

## 芸風
ショートコントが中心で、オーソドックスなものやシュールなものから考えオチといったネタを披露していた。
袖から舞台に登場後、少し間を置いて肖田が小声で「ショートコント」「じゃあ、ショートコント」などと一言呟いてからネタが始まる。張り詰めた空気の中で肖田が唐突に声を張り上げたり石井が激しめにツッコんだりするなど、淡々かつ唐突にネタを繰り出すのが特徴。また、一ネタが終わって所定の立ち位置へと戻る基本的なパターンの中に、どちらか若しくは両者が袖に捌けた状態で一ネタが終わった際にはそのまま次のネタへ進んで行くパターンが挟まれるのも特徴的であった。
爆笑オンエアバトル（NHK総合）では、上手（客席から見て右側）からホワイトボードを転がし下手（客席から見て左側）に捌けていくだけで終わるネタを披露するなど、全体的に意表を突いて来るネタが多かった。

## 主なネタ
- 挨拶
- 浦島太郎
- 裏社会のドン
- ウルトラマンごっこ
- お医者さんごっこ
- 仮面ライダーごっこ
- 可愛い子には旅をさせろ
- 九官鳥屋
- 銀行
- 銀行2
- 警察犬シロ
- 小テスト
- 田中
- 食べ放題
- 転校生
- 電車ごっこ
- ハンカチ落とし
- ひったくりに注意
- 避難訓練
- 日焼け止め
- 迷子
- 道案内
- 焼き芋
- ラーメン屋
- 留守番電話

## 出演番組

### テレビ
- 爆笑オンエアバトル（NHK総合）戦績4勝7敗 最高417KB
- エンタの神様（日本テレビ）キャッチコピーは「お笑い界の地下組織」
- 新すぃ日本語（TBSテレビ）
- O-CDTV（TBSテレビ）
- 超VIP（フジテレビ）
- 笑いの金メダルJr.くりぃむ杯（テレビ朝日）
- Indies A-Go-Go（TOKYO MX、2004年10月23日）
- ゼベック・オンライン（TOKYO MX、2004年12月6日）

## 映像集

### VHS／DVD
- 東京腸捻転
- 新すぃ日本語
- 笑笑 気合い連発おもいきりバラエティ 第二巻